# 언덕

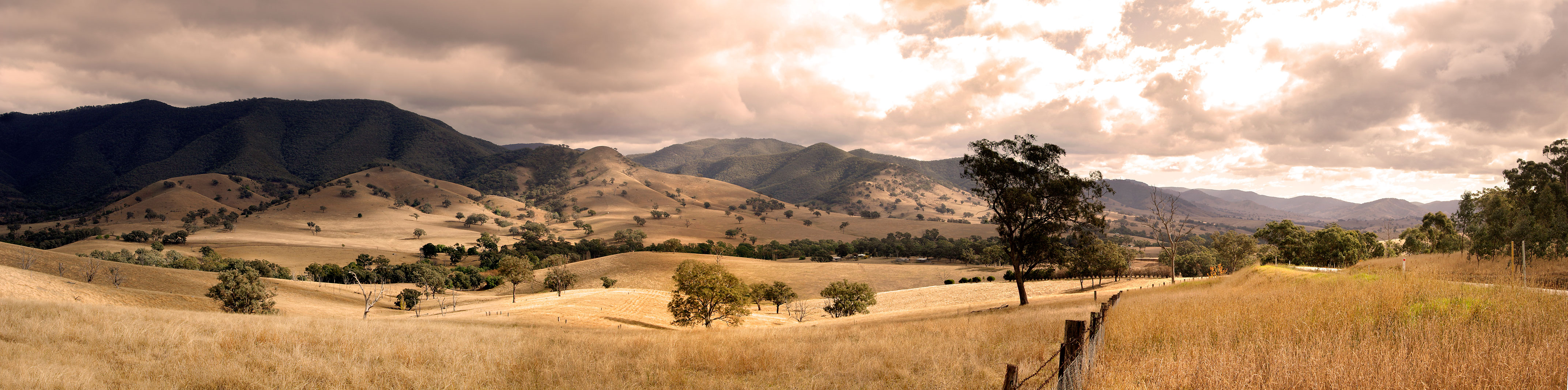
코너즈 언덕. 오스트레일리아 빅토리아 주 스위프츠 크릭 근처.

언덕(영어: hill)은 땅이 비탈진 곳이자, 그것을 둘러싸는 지대보다 높이 솟아 오른 비교적 좁은 곳으로서, 지형 종류의 한 가지이다. 언덕은 평원보다는 고저차가 크고, 산지보다는 고저차가 작은 곳을 가리키나, 산과 구별하는 명확한 기준은 없다.
언덕이 진 곳을 가리키는 말로 구릉, 둔덕이라는 용어를 쓰기도 한다. 둔덕은 언덕을 가리키는 대한민국 함남, 황해 지방의 방언이기도 하다.
언덕에도 꼭대기가 있을 수 있다. 하지만 절벽이 많은 지형에서는 "언덕"이란 말을 명확한 꼭대기가 없는 절벽 비탈면의 일부를 가리키는 말로도 쓴다.

## 나라별 용어의 사용

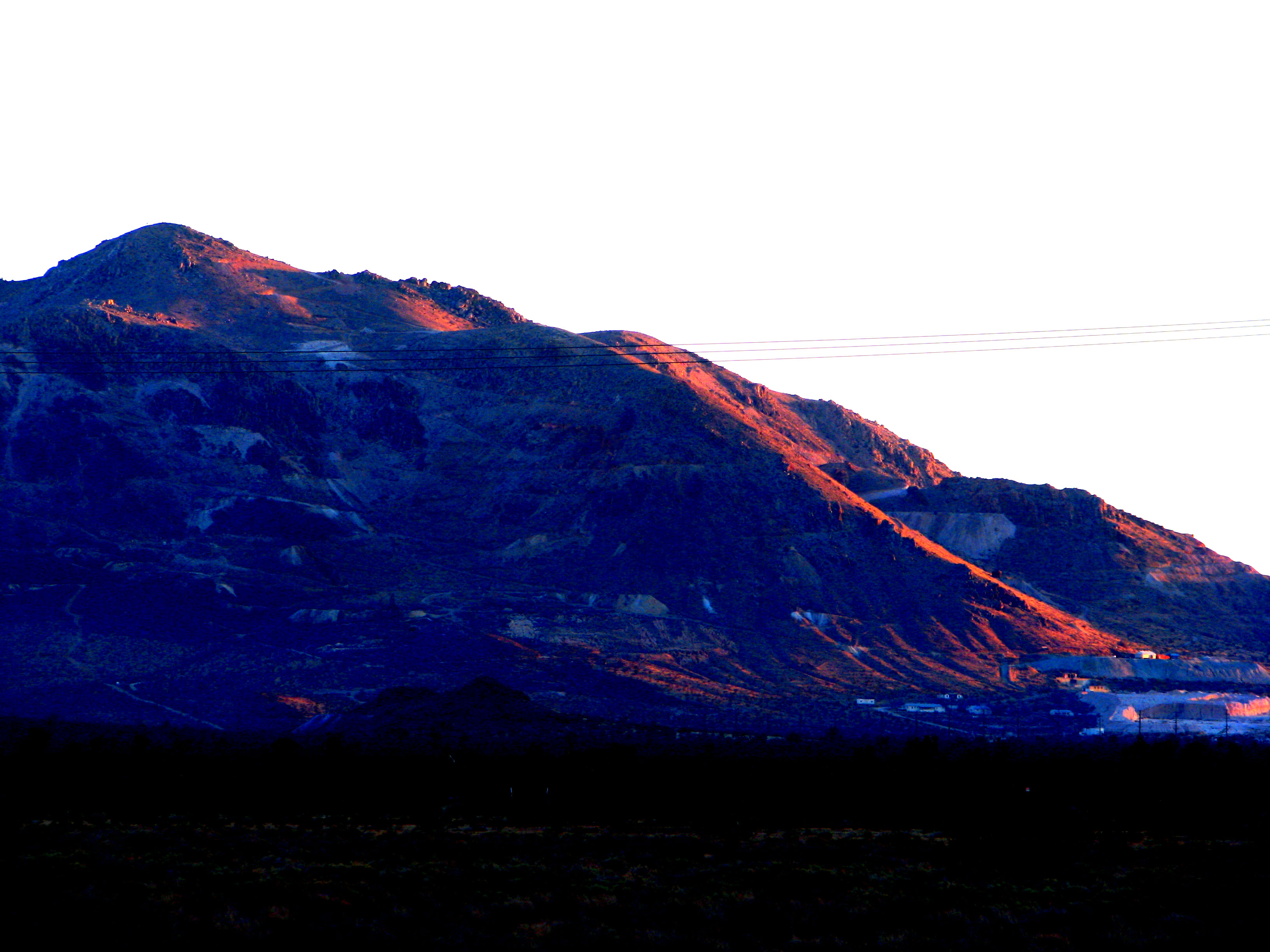
미닝 힐

언덕과 산과의 구분은 명확하지 않고 대개 주관적이다. 하지만 사람들은 언덕이란 말을 산보다 덜 비탈지고 높이도 낮은 곳을 가리키는 데 쓴다.
영국에서는 사람들이 영국지형측량국(Ordnance Survey)이 "산"을 해발 1000 피트 (305 미터)가 넘는 봉우리로 정의했다고 믿고 있다. 유명한 영화인 언덕에 올라갔다가 산에서 내려온 영국인(The Englishman Who Went Up a Hill But Came Down a Mountain)에서 기인한 믿음이다. 하지만 영국지형측량국은 현재는 그러한 구분 기준이 없다고 밝히고 있다. 반면, 옥스퍼드 영어 사전은 2000 ft (610 m)의 기준점을 제시하고 있다. 사람들은 스코틀랜드에 산재한 산(mountiain)들을 높이에 상관없이 대부분 언덕(hills)라고 부른다. (예: Cuillin Hills, Torridon Hills)

## 형성

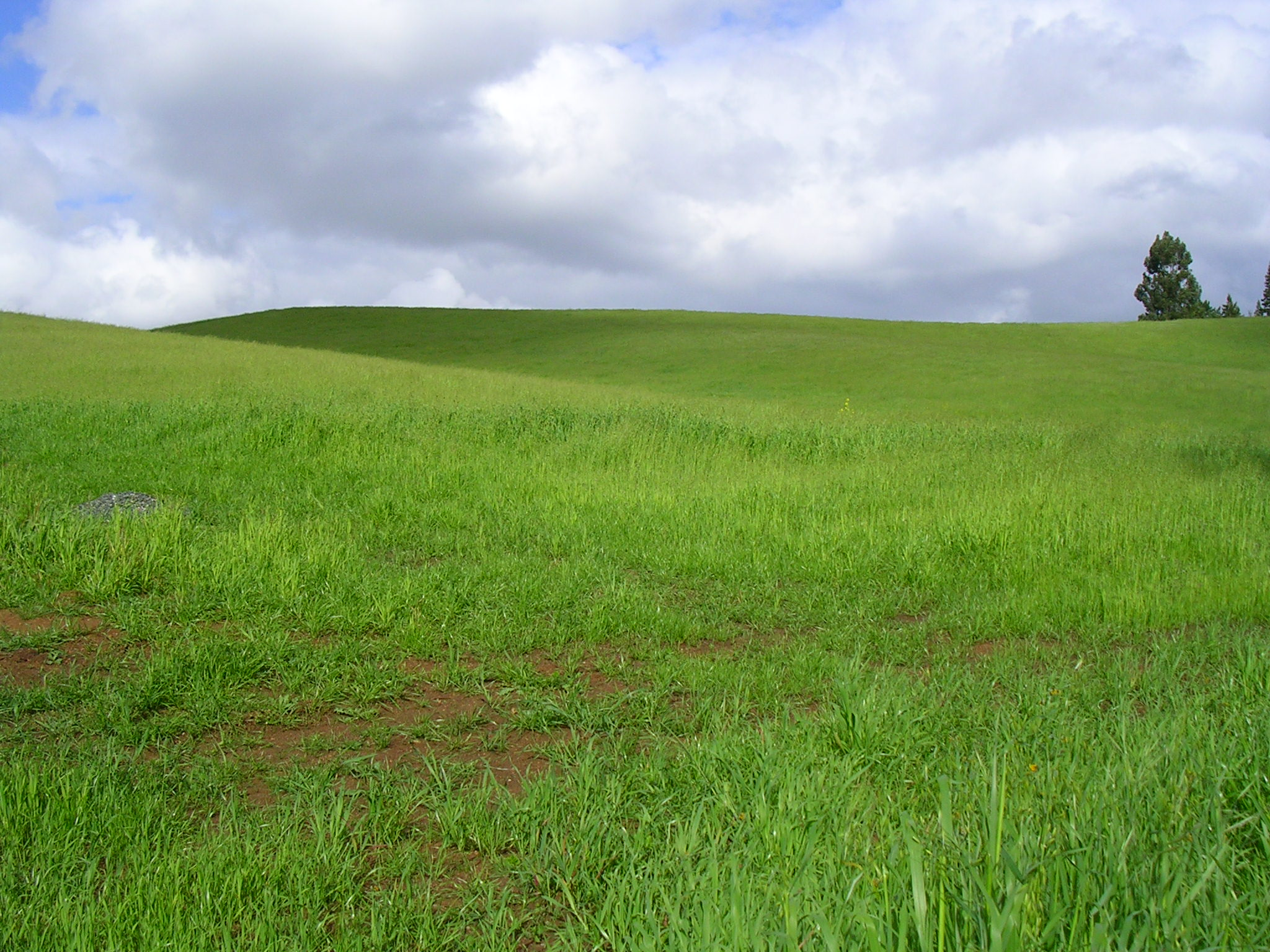
봄날의 스탠포드 언덕. 미국 캘리포니아주

언덕은 다양한 지형학적 현상에 의해 생성될 수 있다. 산과 같은 더 규모가 큰 지형의 단층, 침식이 언덕을 생성하기도 한다. 빙하가 유발하는 퇴적물의 이동과 퇴적이 언덕을 생성하기도 한다. (예: 모레인(빙퇴석), 빙퇴구) 혹은 침식 현상이 암반을 노출시키고, 그 암반이 서서히 닳아 없어져서, 언덕을 생성하기도 한다. 언덕의 둥그스름한 꼭대기는 언덕을 덮고 있는 흙과 표토의 확산 움직임 때문이다. 이 과정은 다운힐 크립이라고 일컫는다.
빙하가 없었다면 언덕이 많이 생성되었을 곳이 빙하에 덮이는 바람에 언덕이 생성 안 된 경우도 있다. 미국 인디애나주 북부에는 매우 평평한 평원이 많은 반면, 남부에는 언덕이 많은 것이 이 때문이다.

## 갤러리

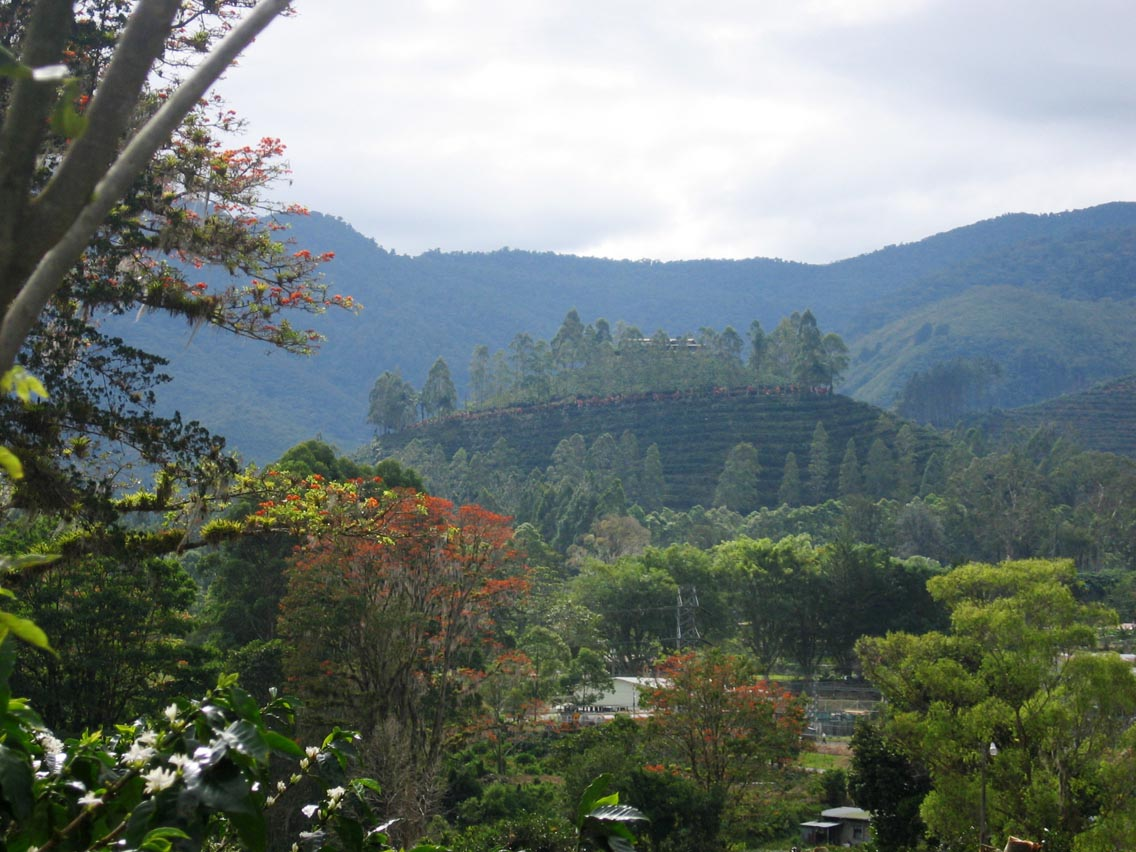
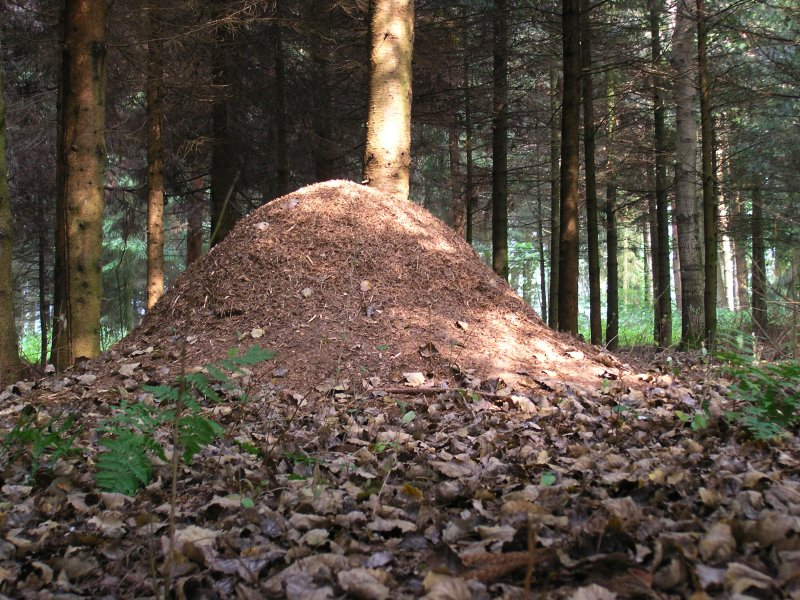

## 같이 보기
- 산